# Сосновец (Мышкинский район)
В Ярославской области есть ещё один населённый пункт с таким названием — в Пошехонском районе.
Сосновец — деревня Охотинского сельского поселения Мышкинского района Ярославской области.
Деревня стоит с восточной стороны от федеральной автомобильной трассы Р104, на небольшом удалении от правого берега Волги (Рыбинское водохранилище), на правом, северном берегу не названного на карте волжского притока. Ниже по течению этого ручья, с западной стороны трассы стоит деревня Речная. К востоку от деревни обширный лесной массив шириной 4-5 км от Волги, за которым начинается Красковское и Шалимовское болота. На краю болота в верховьях того же ручья стоит деревня Шалимово. На противоположном южном берегу ручья стоит деревня Высоцкая .
Деревня Сосновец указана на плане Генерального межевания Рыбинского уезда 1792 года.
На 1 января 2007 года в деревне числилось 11 постоянных жителей . Почтовое отделение, находящееся в селе Охотино, обслуживает в деревне Сосновец 10 домов.